# Gonolobus lachnostomoides
Gonolobus lachnostomoides är en oleanderväxtart som beskrevs av Rudolf Schlechter. Gonolobus lachnostomoides ingår i släktet Gonolobus och familjen oleanderväxter. Inga underarter finns listade i Catalogue of Life.